# Csarnóta
Csarnóta község Baranya vármegyében, a Siklósi járásban, a Külső-Drávaszögben.

## Fekvése
A Villányi-hegység egyik magaslata, a Kopasz-hegy mellett fekszik, a Külső-Drávaszögben.
A szomszédos települések: északkelet felől Túrony, dél felől Harkány, nyugat felől Szava, északnyugat felől pedig Garé.

### Megközelítése
A község határszélét érinti a Pécset a déli országhatárral összekötő 58-as főút, így az ország távolabbi részei felől ez a legfontosabb közúti elérési útvonala. Lakott területeit azonban a főút nem érinti, oda csak az 58 116-os számú mellékút vezet be, amelyre Túronytól délnek lehet letérni, nyugati irányban.

## Története
Nevét az első írásos emlékek 1309-ből Chernete, később Crnota alakban említik, 1542-ben még Charnotha alakban is olvasható.
Első birtokosai a Dorozsma nembéli Garaiak voltak, akik később (1378-ban), kényszerűségből a báthmonostori káptalan kezére adták a település nagyobb részét. Mátyás király a Kisvárdai családnak adományozta.
Az 1554-es defteri összeírások szerint 9 adózó családja volt.
A törökök kiűzése után a Batthyány-birtok része lett. Lakói 1856-ban költöztek a jelenlegi területre, miután a mai „ófalusi” kertekből, egy délre eső völgyből 100-200 méterrel feljebb, sík terepre költöztek a családok.
Kálmán Farkas máriagyűdi lelkész 1886-ban írt levelében tesz említést a drávaszögi egykézésről:

„„6. Magzatvesztés: rendszeresen gyakoroltatik! Van olyan ember, ki maga adja neki nejének az 5. ftot, hogy menjen a Csarnota-i banyához, s szedesse ki magából!
Azontúl egy pápista kenő banya jár falurol falura. - De legveszedelmesebb Siklóson egy Novákné nevü bába, ki már - csak tudtommal is - sok asszonyt elküldött a másvilágra! Dr. Troll, járás-orvos, Teleki gyógyszerész, Varga uradalmi ispán, Szücs Dániel ref. tanító - nejeik az ő átkos mestersége folytán mentek el!””

A szocializmusban előbb Túronyból, később Szalántáról igazgatták a falut.

## Közélete

### Polgármesterei
- 1990–1994: Zority Zoltánné (független)[5]
- 1994–1998: Zority Zoltánné (független)[6]
- 1998–2002: Szabó József (független)[7]
- 2002–2006: Violáné Gáti Zsuzsanna (független)[8]
- 2006–2010: Kilnerné Füvesi Judit Éva (független)[9]
- 2010–2012: Pöntöl Bianka (független)[10]
- 2012–2014: Zority Zoltánné (FKgP)[11]
- 2014–2016: Panta László (független)[12]
- 2016–2019: Violáné Gáti Zsuzsanna (független)[13]
- 2019–2024: Violáné Gáti Zsuzsanna (független)[14]
- 2024– : Violáné Gáti Zsuzsanna (független)[1]

A településen 2012. december 19-én időközi polgármester-választást (és képviselő-testületi választást) tartottak, az előző képviselő-testület önfeloszlatása miatt. A választáson a hivatalban lévő polgármester is elindult, de alulmaradt egyetlen kihívójával szemben.
2016. december 4-én ismét időközi polgármester-választást kellett tartani Csarnótán, ezúttal az addigi polgármester lemondása okán.

## Népesség
A település népességének változása:
| Lakosok száma | 166  | 164  | 163  | 140  | 142  | 127  | 133  | 136  |
|               | 2013 | 2014 | 2015 | 2019 | 2021 | 2022 | 2023 | 2024 |

A 2011-es népszámlálás során a lakosok 69,8%-a magyarnak, 0,7% bolgárnak, 4% cigánynak, 2,7% németnek mondta magát (30,2% nem nyilatkozott; a kettős identitások miatt a végösszeg nagyobb lehet 100%-nál). A vallási megoszlás a következő volt: római katolikus 31,5%, református 15,4%, evangélikus 4%, felekezeten kívüli 4,7% (42,3% nem nyilatkozott).
2022-ben a lakosság 90,6%-a vallotta magát magyarnak, 1,6% németnek, 0,8% horvátnak, 1,6% egyéb, nem hazai nemzetiségűnek (9,4% nem nyilatkozott; a kettős identitások miatt a végösszeg nagyobb lehet 100%-nál). Vallásuk szerint 28,3% volt római katolikus, 15,7% református, 3,1% evangélikus, 0,8% görög katolikus, 3,1% egyéb keresztény, 9,4% felekezeten kívüli (39,4% nem válaszolt).